# Vrijeme ratnika (1991.)
Vrijeme ratnika, hrvatski je dugometražni akcijski triler iz 1991. godine redatelja i scenarista Dejana Šorka. Kino distribucija naslova odvila se u srpnju 1991. Na filmskom festivalu u Puli sljedeće godine osvojio je Zlatnu arenu u kategorijama Najbolja glazba i Najbolji ton. 

## Radnja
Dvojica prijatelja, Fabijan i Dakar, odlaze za vikend na ribički izlet na rijeku Savu negdje u okolici Zagreba. Međutim, nakon što stignu tamo napadne ih grupica organiziranih plaćenika protiv kojih se oni odluče boriti koristeći svojim prijašnjim ratnim iskustvima.  